# ISO 233-2
La norme ISO 233-2:1993 est une norme destinée à faciliter le traitement de l’information bibliographique (catalogues, index, références) et notamment à garantir autant que possible la cohérence des index des termes translittérés de l’arabe. Cette exigence de cohérence n'était pas satisfaite par la mise en œuvre de la norme internationale ISO 233.
En principe, la translittération doit se faire caractère par caractère : chaque caractère de l’alphabet arabe est donc rendu par un caractère et un seul de l’alphabet latin, avec l’adjonction éventuelle de caractères diacritiques.

## Cas des lettres simples
Note : Les unicodes 0308 et 0331 sont des diacritiques combinants, utilisés dans le codage Unicode normal. Les caractères précomposés utilisés majoritairement existent pour la rétrocompatibilité ; Unicode n’en ajoute plus depuis le tournant du millénaire.
| No ordre | Arabe | Unicode du caractère arabe | Latin majuscule | Unicode Latin majuscule | Latin minuscule | Unicode Latin minuscule | Remarques                        |
| 1        | ا     | 0627                       |                 |                         |                 |                         | Voir remarques pour les voyelles |
| 2        | ء     | 0621                       | ʾ               | 02BE                    | ʾ               | 02BE                    |                                  |
| 3        | ب     | 0628                       | B               | 0042                    | b               | 0062                    |                                  |
| 5        | ت     | 062A                       | T               | 0054                    | t               | 0074                    |                                  |
| 5        | ث     | 062B                       | Ṯ               | 1E6E                    | ṯ               | 1E6F                    |                                  |
| 6        | ج     | 062C                       | Ǧ               | 01E6                    | ǧ               | 01E7                    |                                  |
| 7        | ح     | 062D                       | Ḥ               | 1E24                    | ḥ               | 1E25                    |                                  |
| 8        | خ     | 062E                       | H̱               | 0048 0331               | ẖ               | 1E96                    |                                  |
| 9        | د     | 062F                       | D               | 0044                    | d               | 0064                    |                                  |
| 10       | ذ     | 0630                       | Ḏ               | 1E0E                    | ḏ               | 1E0F                    |                                  |
| 11       | ر     | 0631                       | R               | 0052                    | r               | 0072                    |                                  |
| 12       | ز     | 0632                       | Z               | 005A                    | z               | 007A                    |                                  |
| 13       | س     | 0633                       | S               | 0053                    | s               | 0073                    |                                  |
| 14       | ش     | 0634                       | Š               | 0160                    | š               | 0161                    |                                  |
| 15       | ص     | 0635                       | Ṣ               | 1E62                    | ṣ               | 1E63                    |                                  |
| 16       | ض     | 0636                       | Ḍ               | 1E0C                    | ḍ               | 1E0D                    |                                  |
| 17       | ط     | 0637                       | Ṭ               | 1E6C                    | ṭ               | 1E6D                    |                                  |
| 18       | ظ     | 0638                       | Ẓ               | 1E92                    | ẓ               | 1E93                    |                                  |
| 19       | ع     | 0639                       | ʿ               | 02BF                    | ʿ               | 02BF                    |                                  |
| 20       | غ     | 063A                       | Ġ               | 0120                    | ġ               | 0121                    |                                  |
| 21       | ف     | 0641                       | F               | 0046                    | f               | 0066                    |                                  |
| 22       | ق     | 0642                       | Q               | 0051                    | q               | 0071                    |                                  |
| 23       | ك     | 0643                       | K               | 004B                    | k               | 006B                    |                                  |
| 24       | ل     | 0644                       | L               | 004C                    | l               | 006C                    |                                  |
| 25       | م     | 0645                       | M               | 004D                    | m               | 006D                    |                                  |
| 26       | ن     | 0646                       | N               | 004E                    | n               | 006E                    |                                  |
| 27       | ه     | 0647                       | H               | 0048                    | h               | 0068                    |                                  |
| 27a      | ة     | 06C3                       | T̈               | 0054 0308               | ẗ               | 1E97                    |                                  |
| 28       | و     | 0648                       | W               | 0057                    | w               | 0077                    |                                  |
| 29       | ي     | 064A                       | Y               | 0059                    | y               | 0079                    |                                  |

## Autres cas
- La lettre ء (hamzaẗ) est restituée par ʾ quel que soit son éventuel support, mais à l’initiale d’un mot, la ء n’est pas restituée.
  - المسؤول ⇒ al-masʾūl
  - الهيئة ⇒ al-hayʾaẗ
  - الأمير ⇒ al-amīr
- Pour aider à la lecture du texte translittéré, les voyelles sont restituées ( َ=a ;  ُ=u ;  ِ=i) mais le sukun et les voyelles ayant dans les formes nominales une valeur seulement flexionnelles à la fin d’un mot sont omises en translittération.
- La šaddaẗ  ّ est restituée par le redoublement du caractère latin.
  - مكّة ⇒ Makkaẗ
- Les prépositions (li, bi, ka) ainsi que les conjonctions wa ou fa, que la graphie arabe joint au mot qui suit, en sont séparées dans la translittération par un trait d’union.
  - لسمير ⇒li-Samīr
  - تاريخ العلوم وتصنيفها في العالم الإسلامي ⇒ Tārīẖ al-ʿulūm wa-taṣnīfihā fī al-ʿālam al-islāmī
- L’article défini ال quelle qu’en soit la vocalisation est restitué al-, mais la disparition de l’alif entraîne la disparition du a en translittération (par ex. avec la préposition ل)
  - بالقاهرة ⇒ bi-al-Qāhiraẗ
  - للأمير ⇒ li-l-amīr
- Les lettres ى‎, ي‎, و‎, ا lorsqu’elles jouent le rôle de lettre de prolongation, sont restituées respectivement á ; ī ; ū ; ā (donc à l’aide d’un signe indiquant la prolongation s’appuyant sur la voyelle).
  - À noter que l’alif suscrit est restitué par un circonflexe : الله devient Allâh.
  - الفارابي ⇒ al-Fārābī
  - الشرق الأدنى ⇒ al-Šarq al-adná
- Dans les autres cas, les lettres ي et و sont restituées respectivement y et w.
  - الولاية ⇒ al-wilāyaẗ